# セレーニョ
セレーニョ（伊: Seregno）は、イタリア共和国ロンバルディア州モンツァ・エ・ブリアンツァ県にある、人口約45,000人の基礎自治体（コムーネ）。県内ではリッソーネと並び、県都モンツァに次ぐ人口を有するコムーネ。

## 地理

### 位置・広がり
モンツァ・エ・ブリアンツァ県西部に位置するコムーネで、県都モンツァから北西へ約9km、コモから南南東へ約20km、州都ミラノから北へ約21kmの距離にある。

#### 隣接コムーネ
隣接するコムーネは以下の通り。括弧内のCOはコモ県所属を示す。

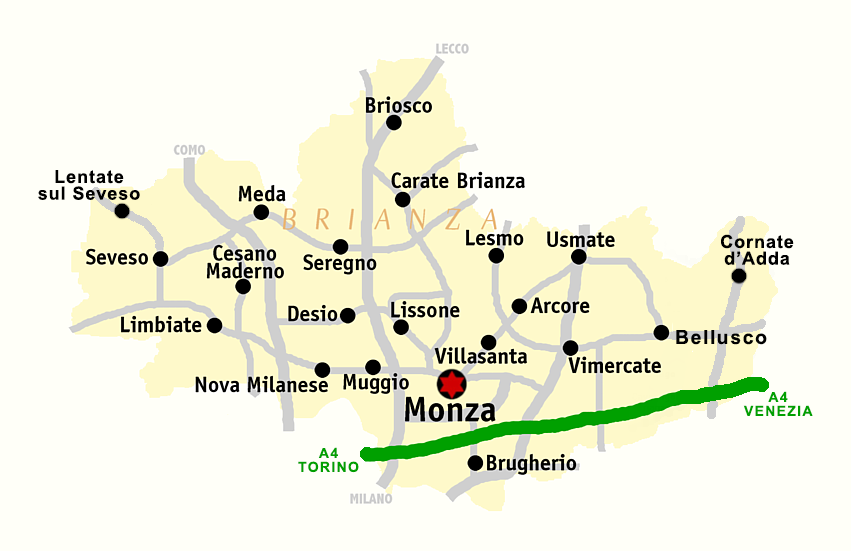
モンツァ・エ・ブリアンツァ県概略図

- ジュッサーノ - 北
- カラーテ・ブリアンツァ - 北東
- アルビアーテ - 東
- リッソーネ - 南東
- デージオ - 南
- チェザーノ・マデルノ - 南西
- セーヴェゾ - 西
- メーダ - 西
- カビアーテ (CO) - 北西
- マリアーノ・コメンセ (CO) - 北西

### 気候分類・地震分類
気候分類では、zona E, 2482 GGに分類される。
また、イタリアの地震リスク階級 (it) では、zona 3 (sismicità bassa) に分類される。

## 姉妹都市
- サンターガタ・ディ・エーザロ、イタリア